# Кашрут
Кашрут (хебр. כַּשְׁרוּת‎) је скуп закона о исхрани који се односе на храну коју Јевреји смеју да једу и како се та храна мора припремити у складу са јеврејским законом. Храна која се може конзумирати назива се кошер (хебр. כָּשֵׁר‎).

## Принципи
Иако су детаљи закона кашрута бројни и сложени, они почивају на неколико основних принципа:
- Само одређене врсте сисара, птица и риба које испуњавају специфичне критеријуме су кошер. Забрањена је конзумација меса животиња које не испуњавају ове критеријуме, као што су свињетина, жабе и шкољке.
- Кошер сисари и птице морају бити заклани према поступку познатом као шхита. Крв се никада не сме конзумирати и мора се уклонити из меса поступком сољења и намакања у води да би месо било дозвољено за употребу.
- Месо и месни деривати се никада не смеју мешати са млеком и млечним дериватима. Мора се користити посебна опрема за складиштење и припрему хране на бази меса и млека.